# Halimocnemis macrantha
Halimocnemis macrantha là loài thực vật có hoa thuộc họ Dền. Loài này được Bunge mô tả khoa học đầu tiên năm.